# Article Processing Charge
Als Article processing charge (APC), Artikelbearbeitungsgebühr oder Publikationsgebühr wird ein Entgelt bezeichnet, das von einigen wissenschaftlichen Fachzeitschriften oder deren Verlagen von den Autoren gefordert wird.
APCs sind, neben den Subskriptionsgebühren für Abonnements, eine der beiden Haupteinnahmequellen zur Finanzierung wissenschaftlicher Fachzeitschriften. Im Falle von reinen Open-Access-Zeitschriften ist es eins der wichtigsten und verbreitetsten Geschäftsmodelle.
Die Gebühr wird üblicherweise aus Mitteln der jeweiligen Einrichtung, vom Forschungsförderer oder den Autoren selbst bezahlt. Die Erhebung von APCs ist keine Garantie dafür, dass die Texte unter einer freien Lizenz erscheinen und die Autoren dadurch ihre Rechte behalten. Die Höhe der APCs variiert erheblich und kann von unter 100 bis über 10.000 € betragen.
Die Monetarisierung und Kommerzialisierung des wissenschaftlichen Publikationsbetriebs führt Fehlentwicklungen und Missbrauch wie dem Predatory publishing, weshalb APCs in der Kritik stehen. Alternative Publikationsmodelle wie das Diamond Open Access, bei dem weder die Autoren noch die Leser für die Publikation zahlen müssen, gelten als wünschenswertere Alternativen und werden von den Forschungsförderern zunehmend unterstützt.
Ein weiterer Kritikpunkt an APCs ist die Förderung der Ungleichheit: je angesehener das Journal, desto höher sind die APCs, weshalb die Publikation in diesen Journals nur für zahlungskräftigere Einrichtungen und Wissenschaftler finanzierbar ist.
Die für die Veröffentlichung eines Open-Access-Buchs verlangten Gebühren werden auch als Book processing charge (BPC) bezeichnet oder als Chapter processing charge (CPC), wenn es sich um einen Beitrag in einem Sammelband handelt. 

## Geschichte
Im STEM/MINT-Bereich ist es seit langem üblich, dass Autoren an die Journals, bei denen sie ihre Paper eingereicht hatten und für die sie zur Veröffentlichung akzeptiert wurden, für verschiedene Leistungen (sog. „page charges“), „colour charges“ für Farbabbildungen, oder für Reprints (deutsch Sonderdruck) eine Publikationsgebühr zahlen mussten (Beispiel bei Springer Nature:). Mit dem Beginn des Open-Access-Publizierens wurden die APCs als Gebühr eingeführt, die die Kosten für den kompletten Produktionsprozess der Zeitschrift abdecken sollten, da Einnahmen aus dem Verkauf von Einzelausgaben oder Abonnements wegfallen können. Erstmals verwendet wurde der Begriff vom Open-Access-Pionier BioMed Central (BMC), der im Jahr 2001 begann, diese Gebühren zu erheben. Kurze Zeit danach (2003) nahm die Public Library of Science ihre Publikationstätigkeit auf, die sich ebenfalls über APC finanziert.
Viele Open-Access-Zeitschriften, nach einigen Zählungen sogar die meisten, erheben nach wie vor keine APCs. Diese kommen eher aus dem Bereich der Geisteswissenschaften und Künste und weniger aus den Naturwissenschaften und Medizin.
Als Reaktion auf die seitens der Wissenschaftler ständig wachsende Nachfrage nach Publikationen, die Open Access sind, wurden seit spätesten 2009 an vielen Hochschulbibliotheken Publikationsfonds eingerichtet, aus denen die steigenden Kosten für die APCs finanziert werden können. Seitens der Forschungsförderer, z. B. der Deutschen Forschungsgemeinschaft, wurde die Errichtung dieser Fonds finanziell unterstützt.

## Kosten
Wenn sich Zeitschriften über APCs finanzieren, geht die Höhe der Gebühren sehr weit auseinander, von unter 100 € bis über 5000 €, manchmal sind sogar 9500 € für einen einzelnen Artikel fällig. Die höchsten Gebühren fordern regelmäßig die bekannten Zeitschriften mit hohen Impact-Faktoren der großen Wissenschaftsverlage (Elsevier, Wiley usw.) wie Lancet, Cell, Science, Nature usw.
Die durchschnittliche bezahlte Gebühr lag 2021 bei 1626 USD.
Während viele Verlage feste Preise haben, verlangen andere unterschiedliche Gebühren für verschiedene Arten/Rubriken von Artikeln. Es kann auch Rabatte für Autoren geben, deren Einrichtung am Mitgliedschaftsprogramm des Verlags teilnimmt (siehe Institutionelle Mitgliedschaft), oder für diejenigen, die über einen sog. Verlagsvertrag einen Rabatt ausgehandelt haben (diese beinhalten in der Regel Vorauszahlungen). Einige Open-Access-Verlage haben Regelungen für den Verzicht auf APCs für Autoren aus Entwicklungsländern oder Ländern mit geringem Einkommen, (sog. waiver) (z. B. BioMed Central verzichtet dann auf APCs).

## Weitere Publikationsgebühren
Neben den schon erwähnten Page charges und Color charges werden manchmal auch Gebühren für die Einreichung eines Artikels (Submission fees) erhoben.
Manche Subskriptionszeitschriften erheben eine Zusatzgebühr dafür, dass der Artikel Open access erscheinen kann, eine Praxis, die auch als hybrides Open-Access-Geschäftsmodell bekannt ist. Zum Beispiel kostet ein Artikel in der Zeitschrift Proceedings of the National Academy of Sciences (PNAS) zwischen $1590–$4215 pro Artikel (je nach Länge) für closed access, die Zusatzgebühr für Open Access beträgt $1700–$2200, je nach gewählter Lizenz.

## OpenAPC
Das Projekt Open APC wurde 2014 an der Universitätsbibliothek Bielefeld gegründet, um die Kosten für Open-Access-Publikationen transparenter zu machen. Die Daten zu den Publikationskosten werden von den teilnehmenden Einrichtungen zur Verfügung gestellt.